# グレディン・スパニエル
グレディン・スパニエル（英：Gredin Spaniel）とは、中世イングランドの王室で飼われていた愛玩犬種である。グレディンという名前の意味は「悪漢」という意味合いを持つが、その由来は不明である。流行していた当時は名の知れた犬種であったらしく、ビュフォンの著書『博物誌』でも軽い言及がされている。現在は絶滅しており、ほとんどイギリス以外では知られていない犬種である。

## 歴史
グレディン・スパニエルは15世紀頃にカムファターという小型の愛玩犬種から分かれて誕生したものと考えられている。その中には現在キャバリア・キング・チャールズ・スパニエル（以下キャバリア）として親しまれている犬種の原型であるピーラム・スパニエルなどもあった。後にそのピーラムが一時的な流行によってマズルがつぶれたものに変形させられると、それに反対する愛犬家がマズルや体格を改善し、元の姿に復元するためにグレディンなどを異種交配させた。しかし、毛色はもとからあったピーラムのブラック・アンド・タンのみとされたため、グレディンのジェット・ブラックの毛色は受け継がれなかった。
この後にピーラムに他の3種のトイ・スパニエルが統括されて現在のキャバリアとなるのだが、一番のキャバリア復活の立役者であったグレディンは統括の前に絶滅してしまったため、ブラック一色のキャバリアは幻となってしまった。しかし、現在もキャバリアの中にグレディンの血は密かながら受け継がれている。

## 特徴
マズルの尖ったトイ・スパニエルで、飾り毛のある耳は長く、尾は垂れ尾。姿や体格などは現在のキャバリアによく似ているが、もっとマズルは長い。長毛で毛色はジェット・ブラックのみ。

## キャバリアに統括された犬種
参考としてキャバリアに統括された4つの犬種について簡単に説明する。いずれも17世紀にイギリスで作出された。
ピーラム・スパニエル（英：Pyrame Spaniel）
キャバリア再生当時、かつてはこの犬種だけがキャバリアとされていた。毛色はブラック・アンド・タン。
マールボロ・ブレンハイム・スパニエル（英：Marboro Blenheims Spaniel）
マールボロ公という人物によって作出されたため、この名前がある。今日キャバリアといえばこの犬種の毛色が最も一般的なカラーとして親しまれている。毛色は白地にルビー斑のブレンハイム。
プリンス・チャールズ・スパニエル（英：Prince Cherles Spaniel）
物静かで忠実な性格だったと伝えられている犬種。毛色は白地に黒斑とタンのマーキングのあるトライカラー。
ルビー・スパニエル（英：Ruby Spaniel）
他の三種とは異なり、18世紀に公認犬種になった（それ以前から存在していたが公認犬種ではなかった）。毛色は濃いルビーのみ。

## 参考
- デズモンド・モリスの犬種事典（誠文堂新光社）